# Буденя
Буденя (баш. Бүҙәнә — «перепёлка») — река в России, протекает по Ишимбайскому району Башкортостана. Левый приток Тайрука.
По берегам Будени расположены поселения Скворчихинского сельсовета Осиповка и Слободка.